# Adolphe Fassin
Adolphe-Ferdinand Fassin, né en 1828 à Seny (commune de Tinlot, province de Liège) et mort en 1900 à Bruxelles, est un sculpteur belge.

## Biographie
Formé à l'Académie des beaux-arts de Liège, à l'Académie des beaux-arts d'Anvers et à l'École des beaux-arts de Paris, il séjourne à Rome de 1862 à 1865, grâce à une bourse de la fondation Lambert Darchis.

## Œuvres

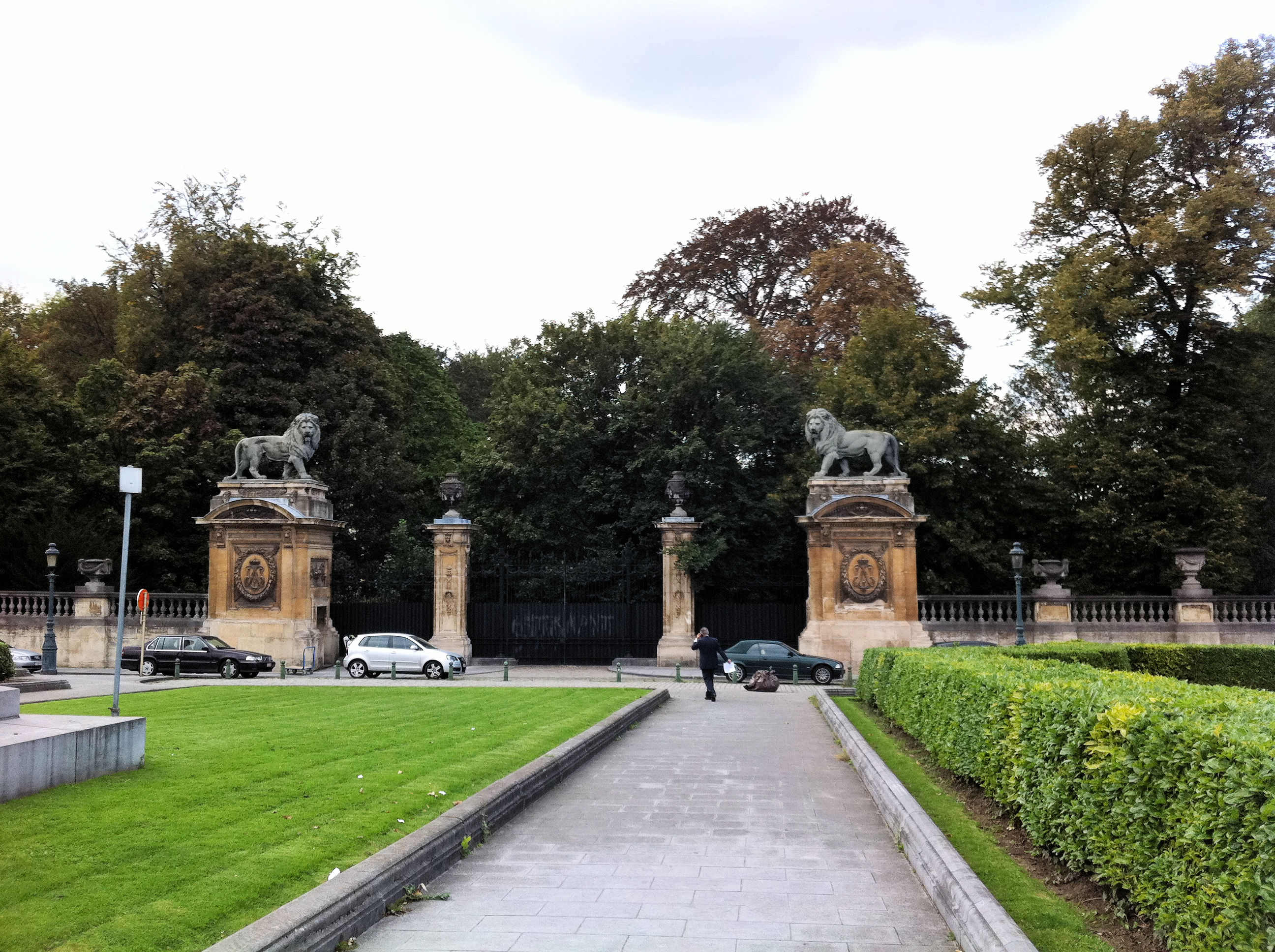
Les lions à l'entrée du parc du Palais royal de Bruxelles, place du Trône.

- 1865 : L'Acquaiolo napolitain, aux Musées royaux des beaux-arts de Belgique, à Bruxelles.
- 1871 : Lions, à l'entrée du parc du Palais royal de Bruxelles, place du Trône.
- 1880 : allégorie de la province de Liège, sur le Monument à la Dynastie dans le parc de Laeken.
- La Musique instrumentale, allégorie au fronton du Conservatoire royal de Bruxelles.

## Honneurs
- Chevalier de l'ordre de Léopold (Belgique, 9 novembre 1869)[1].
- Officier de l'ordre de Léopold (4 mai 1881)[2].